# Bettenhausen
Bettenhausen är en ort och kommun i distriktet Oberaargau i kantonen Bern, Schweiz. Kommunen har 696 invånare (2023). Den 1 januari 2011 inkorporerades kommunen Bollodingen in i Bettenhausen.